# Anohana
Ano Hi Mita Hana no Namae wo Boku-tachi wa Mada Shiranai. (あの日見た花の名前を僕達はまだ知らない。 lit. Aún no sabemos el nombre de la flor que vimos aquel día?), también conocida de forma abreviada como AnoHana, es una serie de anime producida por el estudio de animación A-1 Pictures bajo la dirección de Tatsuyuki Nagai. Fue transmitida por el bloque NoitaminA de Fuji TV entre abril y junio de 2011.
En 2013, se estrenó una película orientada como secuela. Una novela escrita por Mari Okada fue serializada por la revista Da Vinci de Media Factory desde marzo hasta abril de 2011. Una adaptación a serie de manga ilustrada por Mitsu Izumi comenzó a serializarse en la revista Jump Square de Shueisha. Una adaptación a novela visual de 5pb. fue lanzada para la consola PlayStation Portable el 30 de agosto de 2012. Un dorama fue estrenado en septiembre de 2015 por Fuji TV.

## Argumento
Un grupo de amigos de la infancia se separan debido a un trágico accidente (la muerte de su amiga, Menma) en el cual perdieron su amistad. Jinta deberá reunir a sus antiguos amigos de la infancia ya que esa amiga que perdieron regresa como un espíritu para cumplir una promesa que hizo antes de morir, esta misión revelara nuevos y viejos sentimientos en los personajes para conseguir ese único deseo.

## Personajes
Jinta Yadomi (宿海 仁太 Yadomi Jinta?)
 Seiyū: Miyu Irino, Mutsumi Tamura (joven)
Apodado "Jintan", es el protagonista masculino de la serie. Sobresalía por ser un niño muy enérgico y divertido que durante el pasado fue el líder de su grupo, pero tras la muerte accidental de Menma, la separación del grupo le afectó mucho, igual que a cada miembro del equipo. Jinta llegó a convertirse en un hikikomori en la preparatoria al encontrar todo sin importancia. Pero un día de la nada regresa Menma para que el deseo que le pidió de niños se vuelva realidad, por lo que Jinta tendrá que reunirlos de nuevo para cumplir ese deseo.
Meiko Honma (本間芽 衣子 Honma Meiko?)
 Seiyū: Ai Kayano
Apodada "Menma", es la protagonista femenina de la serie. Murió en un accidente cuando era una niña. Después de su muerte, el grupo de amigos se separó y afectó emocionalmente a todos haciéndolos cambiar mucho con el paso del tiempo. Después de varios años, Menma regresa para que un deseo que mantiene desde su infancia se haga realidad. Pese a que haya regresado con una apariencia más madura, sigue teniendo el mismo carácter infantil y tierno de siempre.
Naruko Anjō (安城 鳴子 Anjō Naruko?)
 Seiyū: Haruka Tomatsu
Es otra miembro del grupo de amigos que solía salir en la infancia. Anaru era una niña muy tierna y amable pero que al mismo tiempo era muy tímida e insegura que disfrutaba mucho estando con sus amigos. La muerte de Menma la cambió mucho y desde entonces siente una gran culpa porque siente que la muerte de ella fue su culpa por un comentario que hizo. Se muestra con una actitud fría y en ocasiones grosera hacia Jinta que es el único del grupo con el que ella convive al ir a la misma escuela. Pese a su actitud hacia Jinta se sabe que ha estado enamorada de él desde niños y que estaba celosa de Menma desde pequeña por estar tan cerca de él pero es tan tímida como insegura para aceptarlo por lo que pone una actitud indiferente hacia él. Anaru es una fanática de los videojuegos, pero oculta esta faceta a sus amigas del instituto por vergüenza.
Atsumu Matsuyuki (松雪 集 Matsuyuki Atsumu?)
 Seiyū: Takahiro Sakurai, Asami Setō (joven)
Es uno de los amigos del grupo de la infancia; desde pequeño mostró una actitud serena hacia las cosas, pero en realidad apreciaba mucho al grupo en especial a Menma. Actualmente Tsuruko es la única del grupo que convive con él y van a la misma escuela en la que Jinta no pudo ingresar. Se ve que pese a su actitud fría o arrogante en ocasiones, le sigue afectando mucho la muerte de Menma y la sigue atesorando mucho. En la infancia, él le confesó su amor a Menma entregándole una horquilla.
Chiriko Tsurumi (鶴見知利子 Tsurumi Chiriko?)
 Seiyū: Saori Hayami
Tsuruko es la otra chica del grupo, ella siempre muestra una actitud tranquila y serena hacia las cosas. De todos los del grupo es en la que menos efecto tiene el tema de Menma, pero pese a eso le duele profundamente. Ella y Yukiatsu siguen hablando y van a la misma escuela, en la que Jinta no pudo entrar. En la actualidad ella es una chica muy responsable, aplicada en sus estudios y tiene una actitud muy respetuosa hacia la vida. Ha estado enamorada de Yukiatsu desde niña.
Tetsudō Hisakawa (久川 鉄道 Hisakawa Tetsudō?)
 Seiyū: Takayuki Kondo, Aki Toyosaki (joven)
Es el otro chico del grupo que siempre estaba al lado de Jinta y consideraba todo lo que hacía "súper" o "cool". Como todos, él se separó del grupo tras la muerte de Menma pero es el que menos ha cambiado y sigue con la misma personalidad de niño. De todo el grupo él ha sido el más aventurero, incluso ha ido a varios lugares de viaje alrededor del mundo con los ahorros de sus trabajos de medio tiempo; de hecho él ya no va a la escuela. Actualmente, está viviendo en la base que antes el grupo tenía, en la que se juntaban y jugaban.

## Contenido de la obra

### Anime

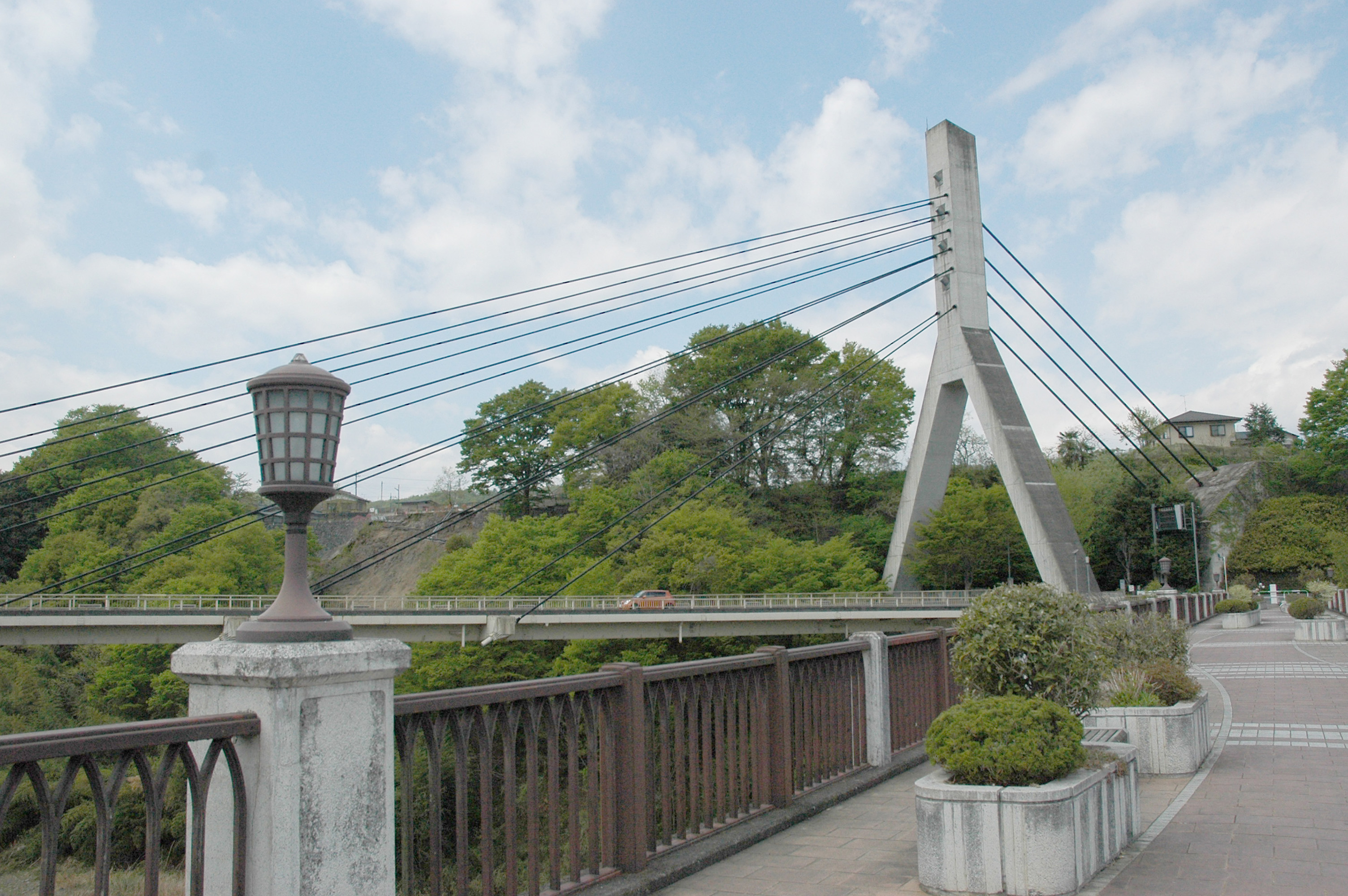
El puente Chichibu, escenario usado en el anime.

A finales de 2010, en conjunto, el canal Fuji TV y el estudio de anime A-1 Pictures lanzaron un proyecto de anime totalmente original llamado "Proyecto AnoHana", dando a conocer en la página oficial un pequeño rompecabezas con el título del proyecto, el cual las personas que lograran resolverlo antes del 30 de diciembre, accederían a nueva información sobre el anime.
Finalmente la serie fue estrenada en abril con un total de 11 episodios.
En conmoración por el decimó aniversario del anime se anunció que el próximo 23 de junio de 2021 se volverá  a proyectar la película Anohana the Movie: The Flower We Saw That Day.

#### Lista de episodios
| N.º | Título                                                                                   | Estreno             |
| --- | ---------------------------------------------------------------------------------------- | ------------------- |
| 1   | «Súper Heiwa Busters» «Chō Heiwa Basutāzu» (超平和バスターズ)                            | 14 de abril de 2011 |
| 2   | «Menma, la heroína» «Yūsha Menma» (ゆうしゃめんま)                                       | 21 de abril de 2011 |
| 3   | «Equipo de búsqueda de Menma» «Menma o Sagasou no Kai» (めんまを探そうの会)              | 28 de abril de 2011 |
| 4   | «El vestido blanco, con un lazo» «Shiro no, Ribon no Wanpīsu» (白の、リボンのワンピース) | 5 de mayo de 2011   |
| 5   | «Túnel» «Tonneru» (トンネル)                                                             | 12 de mayo de 2011  |
| 6   | «Olvídalo, no lo olvides» «Wasurete Wasurenaide» (わすれてわすれないで)                  | 19 de mayo de 2011  |
| 7   | «El verdadero deseo» «Honto no Onegai» (ほんとのお願い)                                  | 26 de mayo de 2011  |
| 8   | «Me pregunto» «I Wonder»                                                                 | 2 de junio de 2011  |
| 9   | «Menma y compañía» «Minna to Menma» (みんなとめんま)                                     | 9 de junio de 2011  |
| 10  | «Fuegos artificiales» «Hanabi» (花火)                                                    | 16 de junio de 2011 |
| 11  | «La flor que florece en ese verano» «Ano Natsu ni Saku Hana» (あの夏に咲く花)            | 23 de junio de 2011 |

### Película
El sitio web oficial del anime Ano Hi Mita Hana no Namae o Boku-tachi wa Mada Shiranai anunció que la película de la franquicia se estrenaría en Japón el 31 de agosto de 2013, además mostró una nueva imagen para promocionar el filme.
El largometraje fue dirigido por Tatsuyuki Nagai quien fue el encargado de la serie original; donde el estudio de animación A-1 Pictures repetirá su rol en la producción de la película.
Se centra en los sucesos ocurridos tiempo después de los narrados en la serie, así como los acontecimientos narrados desde el punto de vista de Menma.

### Dorama
El anime Ano Hi Mita Hana no Namae o Boku-tachi wa Mada Shiranai está adaptado a un especial de televisión de imagen real que puede verse en Fuji TV a partir del 21 de septiembre del 2015.